# 热列兹诺沃茨克
热列兹诺沃茨克是俄罗斯斯塔夫罗波尔边疆区的一个镇，人口25,135人（2002年）。
热列兹诺沃茨克字面意思为“铁水（Iron Waters）”，因当地拥有富含铁元素的矿泉水而得名。

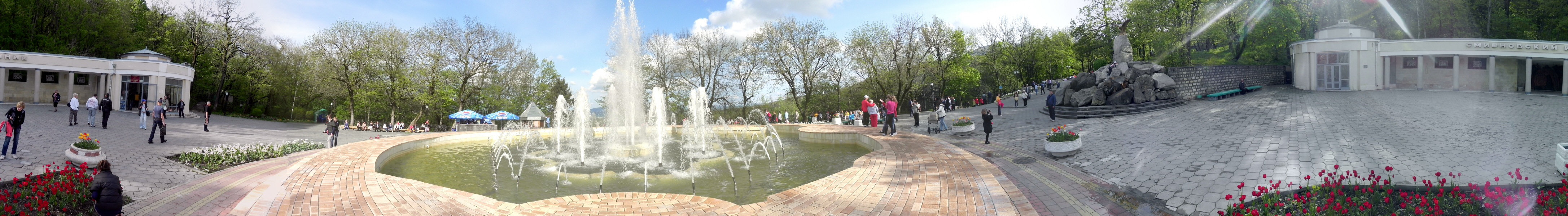